# Nationale Sozialdemokratische Partei Asat
Die Nationale Sozialdemokratische Partei „Asat“ (NSDP „Asat“; kasachisch Жалпыұлттық социал-демократиялық партия (ЖСДП), russisch Общенациональная социал-демократическая партия „Азат“) ist eine sozialdemokratische Partei in Kasachstan und die wichtigste Oppositionspartei des Landes.
Die Nationale Sozialdemokratische Partei Asat entstand aus dem Zusammenschluss der Nationalen Sozialdemokratischen Partei Kasachstans und der Partei Asat (kasachisch für Freiheit). Vorsitzender ist Scharmachan Tujaqbai.

Flagge der Partei Asat

Die ehemalige Nationale Sozialdemokratische Partei Kasachstans wurde am 10. September 2006 vom Justizministerium (Kasachstan) zugelassen und hat zurzeit 140.000 Mitglieder. Bei den letzten Parlamentswahlen am 18. August 2007 kam sie nur auf 269.310 Stimmen oder 4,54 % und scheiterte somit an der Fünf-Prozent-Hürde. Die Registrierung der historischen Partei Asat wurde seit dem 17. März 2006 durch den Obersten Gerichtshof Kasachstans revidiert.
Die Partei unterhält Vertretungen in allen 14 Gebieten der Republik und in den beiden Städten Astana und Almaty. Ihre Prioritäten liegen im Aufbau eines demokratischen, sozial ausgerichteten Rechtsstaates, der Entwicklung einer modernen und innovativen Wirtschaft sowie einer humanitären Politik. Die Partei arbeitet an der Realisierung der Werte der internationalen demokratischen Bewegung und nach den Prinzipien von Freiheit, Gerechtigkeit und Solidarität in der Politik.
Seit 2012 ist die NSDP assoziiertes Mitglied der Sozialistischen Internationale.